# Aguará Rugby Club
Aguará Rugby Club (del guaraní aguará, 'zorro') es un club de rugby ubicado en Jardín América, en Provincia de Misiones, Argentina. Se fundó en 1993. El primer equipo juega en la Liga Misionera de la Unión de Rugby de Misiones.
El club tiene equipos compitiendo varias categorías: Primera División, sub-18 y sub-16 y divisiones infantiles, con 120 jugadores registrados que participan en los torneos de la provincia.
También en el club se realizan encuentros femeninos de rugby.

## Historia del club
El Aguará Rugby Club surge en Jardín América en 1993 y unos años después en 2000 se crea oficialmente la comisión directiva con Rudy Jackob como presidente, quien se mantuvo en el cargo hasta 2011. 
En la actualidad el club cuenta con todas las categorías: infantiles, juveniles, femenino y selección de mayores. 
El club participa de los torneos provinciales organizados por la Unión de Rugby de Misiones (URUMI). 
Varios jugadores de Aguará fueron convocados a la Selección de la Provincia de Misiones en competencias de excelencia y alto nivel técnico, tanto en juveniles como mayores. Representaron a la provincia en el torneo argentino de rugby que se desarrolla cada año, organizado por la Unión Argentina de Rugby (UAR).
Además, uno de los jugadores del Aguará Rugby Club fue convocado al Trial de Santa Fe para, eventualmente, integrar la Selección de rugby de Argentina (Los Pumas).

## Galería

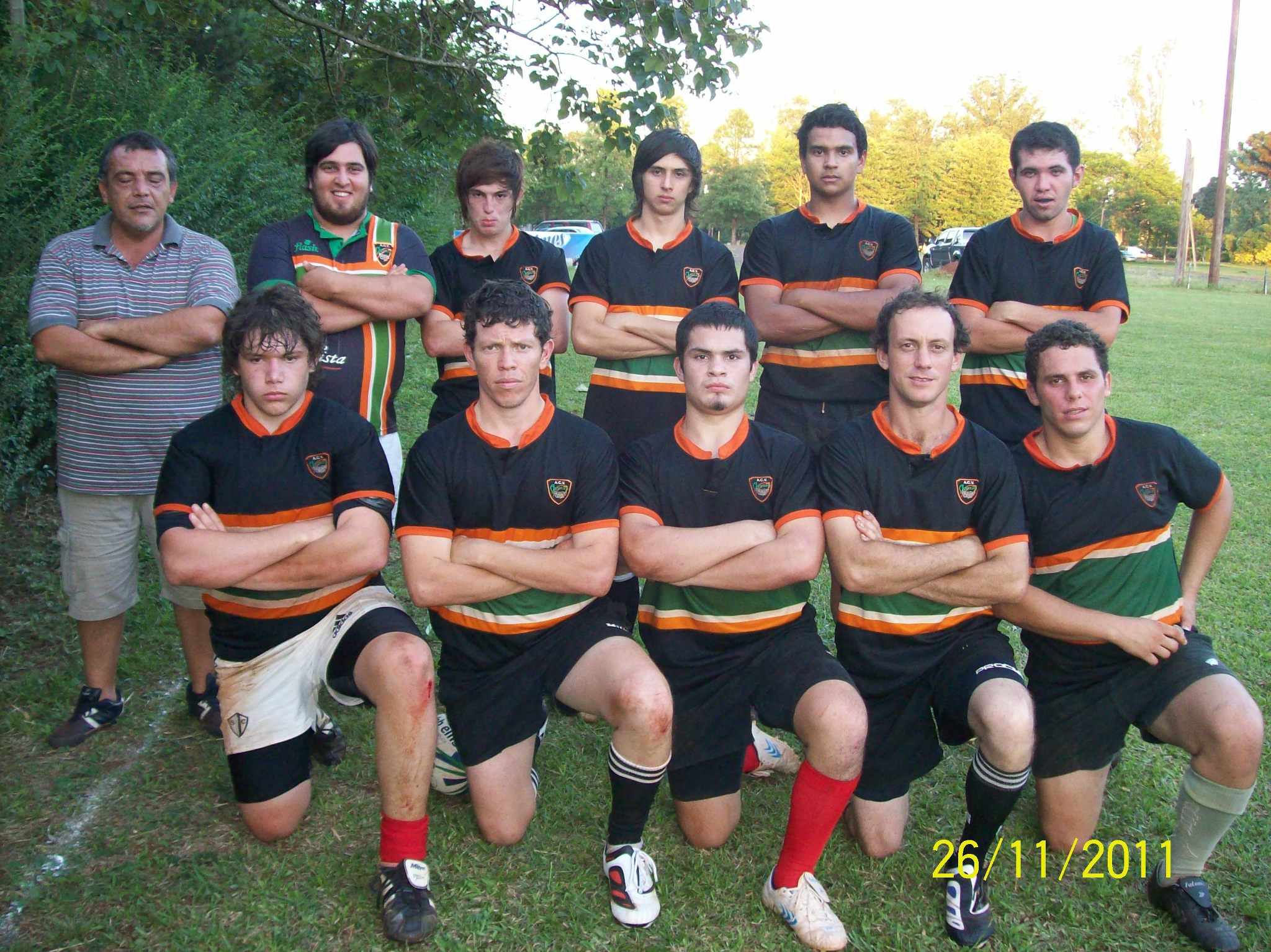
Aguará Rugby Club Selección Mayor
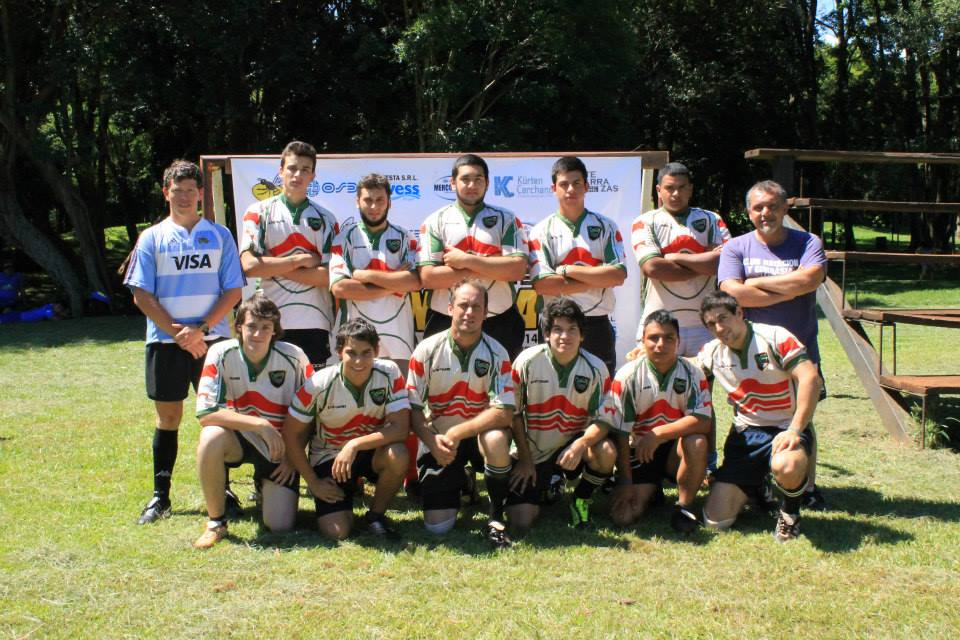
Aguará Rugby Club Selección Juvenil
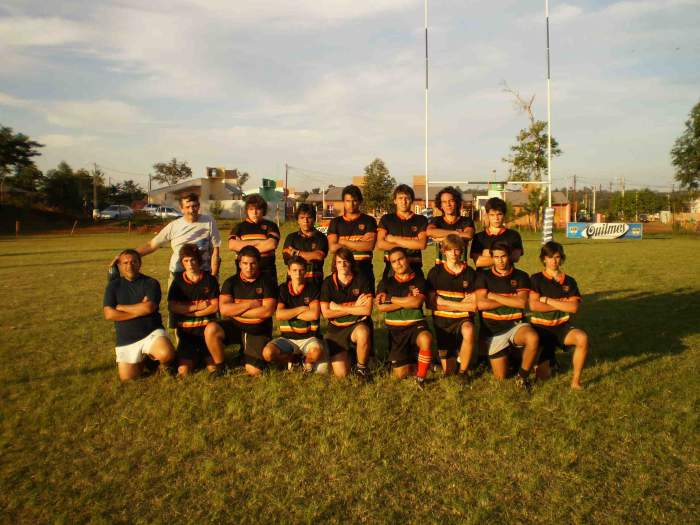
Aguará Rugby Club Sub-16
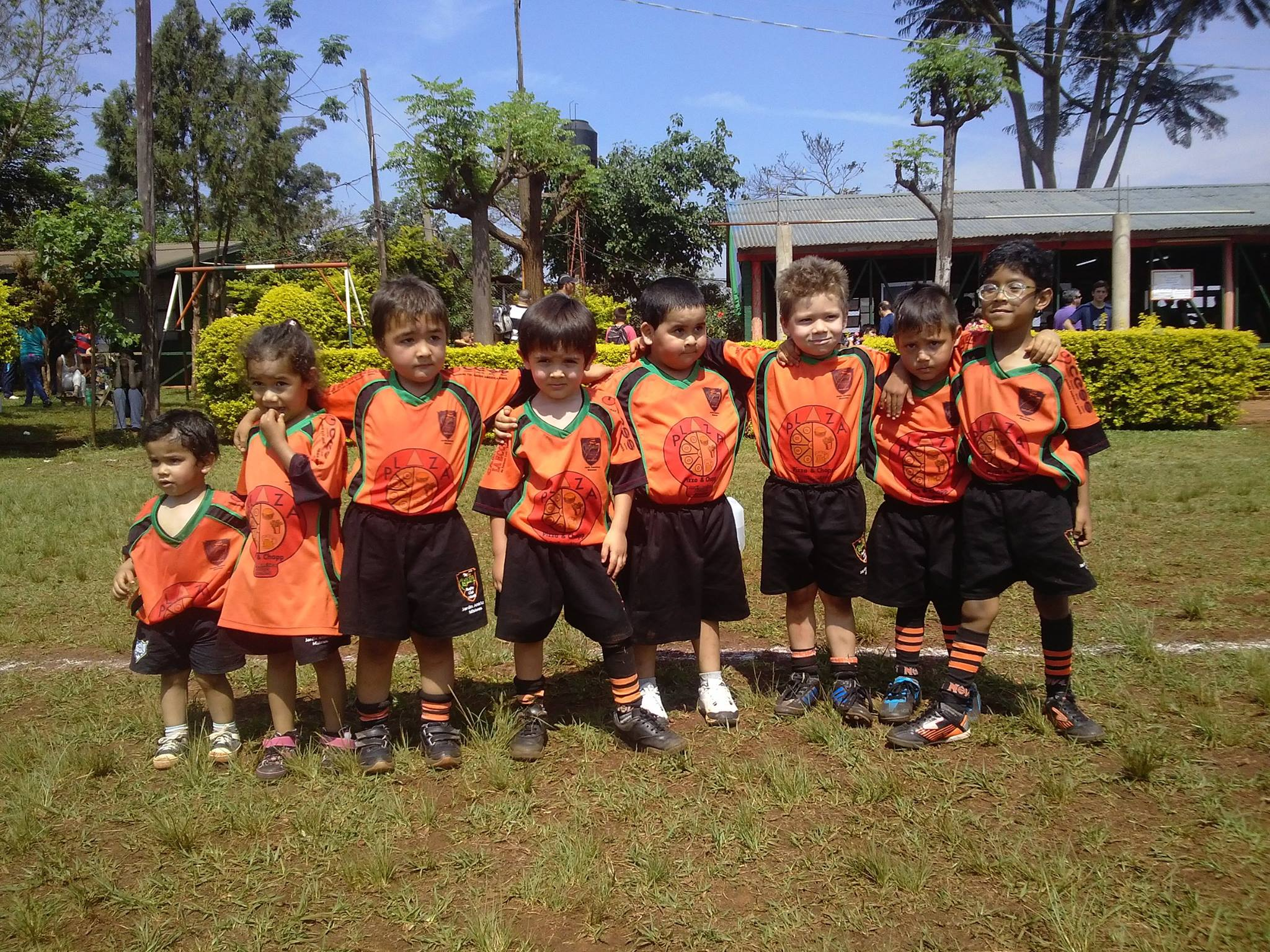
Aguará Rugby Club Infantiles
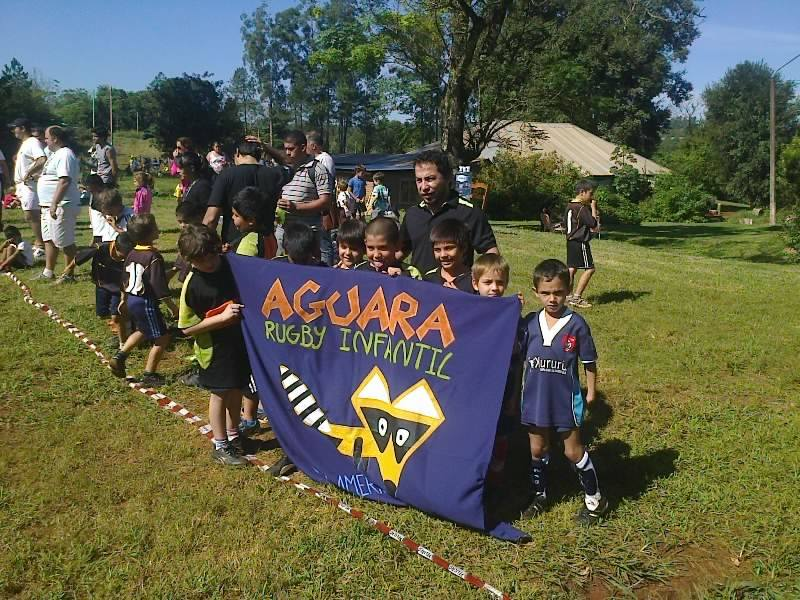
Aguará Rugby Club Infantiles